# Cillorigo de Liébana
Cillorigo de Liébana est un municipio d'Espagne (équivalent d'un canton français), de la comarque de Liébana, dans la communauté autonome de Cantabrie.
Ce municipio abrite notamment le village de Bejes (es) près duquel s'ouvre une profonde cavité naturelle appelée Torca de Jou sin Tierre (Gouffre sans fond).